# Río Azul
Río Azul är ett vattendrag i Argentina. Det ligger i den sydvästra delen av landet, 1 400 km sydväst om huvudstaden Buenos Aires. Río Azul ligger vid sjön Lago Puelo.
I omgivningarna runt Río Azul växer i huvudsak blandskog. Trakten runt Río Azul är nära nog obefolkad, med mindre än två invånare per kvadratkilometer.